# نیکلاس روگ
نیکلاس جک روگ (‎/ˈroʊɡ/‎; زاده ۱۵ اوت ۱۹۲۸ – درگذشته ۲۳ نوامبر ۲۰۱۸) کارگردان فیلم و فیلمبردار انگلیسی بود.

## آغاز زندگی
نیکلاس روگ در روز ۱۵ اوت ۱۹۲۸ در لندن به دنیا آمد. وی تحصیلات عالی خود را در مدرسه مرکز انگلستان به پایان رساند و در ۱۹ سالگی به‌عنوان پادو در یک استودیو فیلم مشغول به کار شد. او در ارتش خدمت کرد. کار در سینما را در ۲۲ سالگی با پادویی در فیلم «داستان خز سفید» آغاز کرد و در دهه ۵۰ در مشاغل متنوع صنعت فیلم به فعالیت خود ادامه داد.
در ابتدای دوره کاریش به عنوان دستیار دوم فیلمبردار در فیلم‌هایی چون لورنس عربستان و سپس به عنوان فیلمبردار در فیلم‌های نقاب مرگ سرخ اثر راجر کورمن و فارنهایت ۴۵۱ ساخته فرانسوا تروفو و دور از جمعیت خشمگین جان شلزینجر به فعالیت پرداخت. فیلم‌هایی که وی مدیریت فیلم‌برداری آن‌ها را برعهده داشته‌است، به جهت نورپردازی از ویژگی قابل اعتنایی برخوردار هستند.

## دوره حرفه ای
روگ در سال ۱۹۶۸ اولین فیلم بلند داستانی خود با نام نمایش را ساخت. او در سال ۱۹۷۰ فیلم اجرای موسیقی را فیلمبرداری و به‌طور مشترک کارگردانی کرد.
وی در سال ۱۹۷۳ شاخص‌ترین اثر خود با نام حالا نگاه نکن را براساس داستان مشهور دافنه دوموریه با بازی جولی کریستی و دونالد ساترلند ساخت. بنیاد فیلم بریتانیا در سال ۱۹۹۹ این فیلم را به عنوان هشتمین فیلم تاریخ سینمای بریتانیا انتخاب کرد.
در فیلم‌های «روگ» غالباً با نظریه زمان از هم گسیخته مواجه می‌شویم و به نظر می‌رسد دل‌مشغولی اصلی او، حول تأثیراتی باشد که گذشته و آینده بر روی حال می‌گذارند.
از آخرین آثار روگ می‌توان به جادوگران (۱۹۸۹) با بازی آنجلیکا هیوستن، فیلم تلویزیونی پرنده شیرین جوانی (۱۹۸۹) تولید شبکه ان‌بی‌سی با بازی الیزابت تیلور، یک اپیزود از وقایع‌نگاری ایندیانا جونز جوان (۱۹۹۳) تولید ای‌بی‌سی و فیلم‌های دو مرگ (۱۹۹۵) و " Puffball: The Devil’s Eyeball" تولید ۲۰۰۷ اشاره کرد.

## زندگی شخصی
روگ برای ۲۰ سال همسر سوزان استفن بازیگر بریتانیایی بود. سپس وی در ۱۹۸۲ با ترزا راسل بازیگر آمریکایی ازدواج کرد.

## درگذشت
در سن ۹۰ سالگی درگذشت.

## تأثیرات
نیکلاس روگ بر فیلمسازان معاصری چون دنی بویل، کریستوفر نولان و استیون سودربرگ تأثیر فراوانی گذاشته‌است.

## نقل‌قول‌ها
کریستوفر نولان: اگر او نبود شاید هیچ وقت فیلم «ممنتو» ساخته نمی‌شد.

## گزیده فیلم‌شناسی

### کارگردان

#### سینمایی
- نمایش (۱۹۷۰) (به همراه دونالد کمل)
- پرسه (۱۹۷۱)
- حالا نگاه نکن (۱۹۷۳)
- مردی که به زمین سقوط کرد (۱۹۷۶)
- زمان‌بندی بد (۱۹۸۰)
- مسیر ۲۹ (۱۹۸۸)
- جادوگران (۱۹۹۰)
- آسمان سرد (۱۹۹۱)

#### کوتاه
- آریا (۱۹۸۷)

#### تلویزیونی
- پرنده شیرین جوانی (۱۹۸۹)
- دل تاریکی (۱۹۹۴)
- سامسون و دلیله (۱۹۹۶)

### فیلمبردار
- لورنس عربستان (۱۹۶۲ فیلمبردار واحد دوم)
- بالماسکه مرگ سرخ (۱۹۶۴)
- نظام (۱۹۶۴)
- دکتر ژیواگو (۱۹۶۵)
- فارنهایت ۴۵۱ (۱۹۶۶)
- کازینو رویال (۱۹۶۷)
- دور از اجتماع خشمگین (۱۹۶۷)
- نمایش (۱۹۷۰)
- پرسه (۱۹۷۱)